# Bisdom Lodève

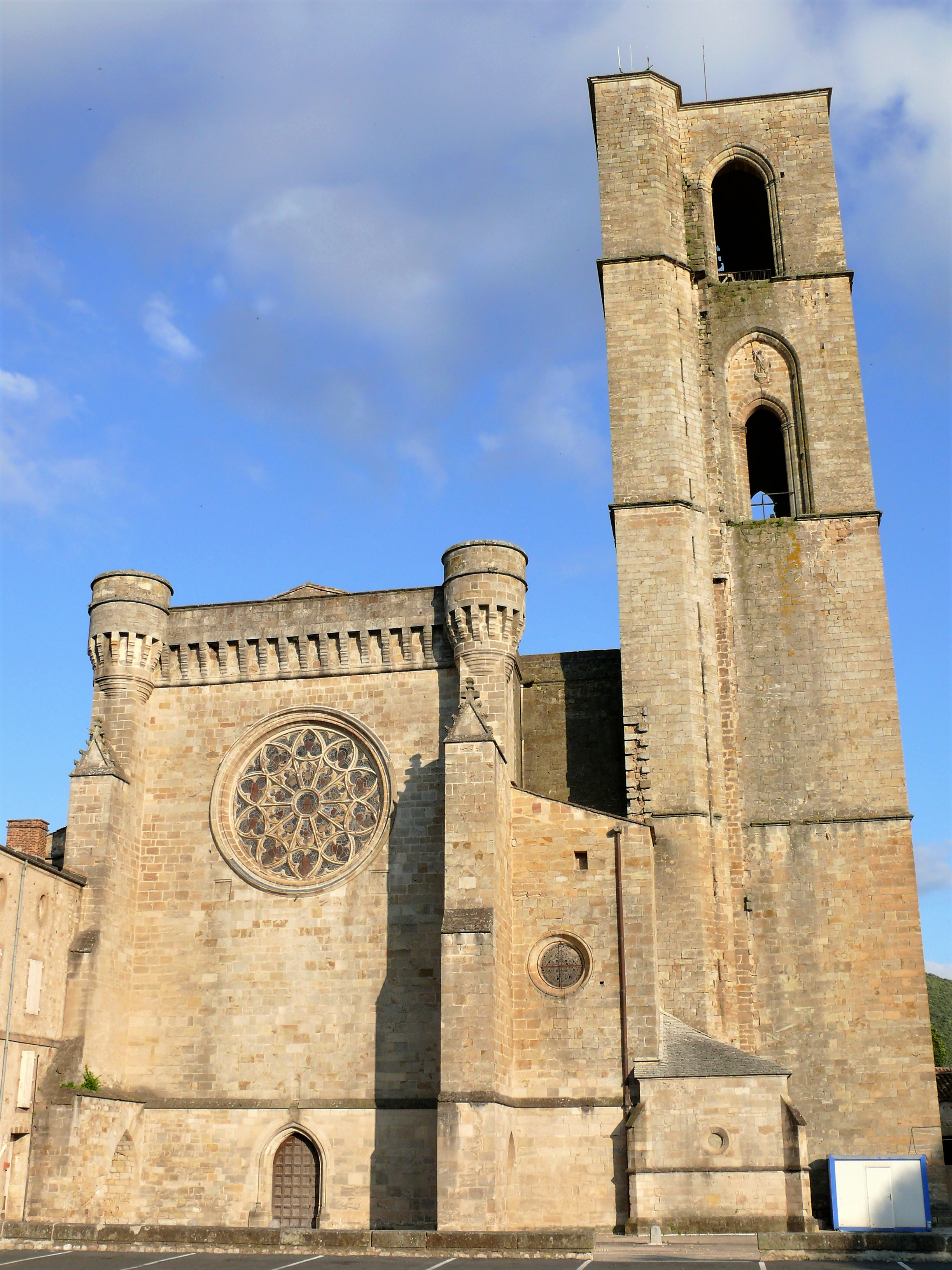
De kathedraal van Lodève

Het bisdom Lodève (Latijn: Dioecesis Lotevensis) is een historisch rooms-katholiek bisdom in Languedoc met als zetel Lodève. Het bisdom werd opgericht in de 5e eeuw en afgeschaft in 1790. Met het Concordaat van 15 juli 1801 werd het bisdom niet opnieuw opgericht. De kathedraal was de Sint-Fulcrankathedraal in Lodève (oorspronkelijk Sint-Genesiuskathedraal). Lodève was een suffragaan bisdom van het aartsbisdom Narbonne en grensde aan de bisdommen Alès, Béziers, Montpellier en Vabres.

## Bisschoppen
Bekende bisschoppen waren de heilige Fulcran van Lodève (949-1006), de dominicaan Bernard Gui (1324-1331) en Giuliano della Rovere, de latere paus Julius II.

### Lijst van bisschoppen
(vanaf 1450)
- Guillaume d’Estouteville, O.S.B. (1450-1453)
- Bernard de Cazilhac  (1453-1461)
- Jean de Corguilleray (1462-1488)
- Giuliano della Rovere (1488-1489)
- Guillaume Briçonnet (1489-1515)
- Denis Briçonnet (1519-1520)
- René du Puy (1520-1524)
- Giovanni Matteo Giberti (1526-1528)
- Laurent Toscani (1528-1529)
- Lélio des Ursins de Céri (1537-1546)
- Dominique du Gabre (1547-1558)
- Bernard d’Elbène (1559-1560)
- Michel Briçonnet (1560-1561)
- Claude Briçonnet (1561-1566)
- Pierre de Barrault (1566-1569)
- Alphonse Vercelli (1570-1573)
- René de Birague (1573-1580)
- Christophe de L’Estang (1580-1603)
- Gérard de Robin, O.S.A. (1606-1611)
- Jean de Plantavit de la Pause (1625-1648)
- François de Bosquet (1648-1656)
- Roger de Harlay de Cési (1657-1669)
- Jean-Armand de Rotondis de Biscarras (1669-1671)
- Charles-Antoine de la Garde de Chambonas (1671-1692)
- Jacques-Antoine Phélypeaux (1692-1732)
- Jean-Georges de Souillac (1732-1750)
- Jean-Félix-Henri de Fumel (1750-1790)